# Heiligkreuz (Burghausen)

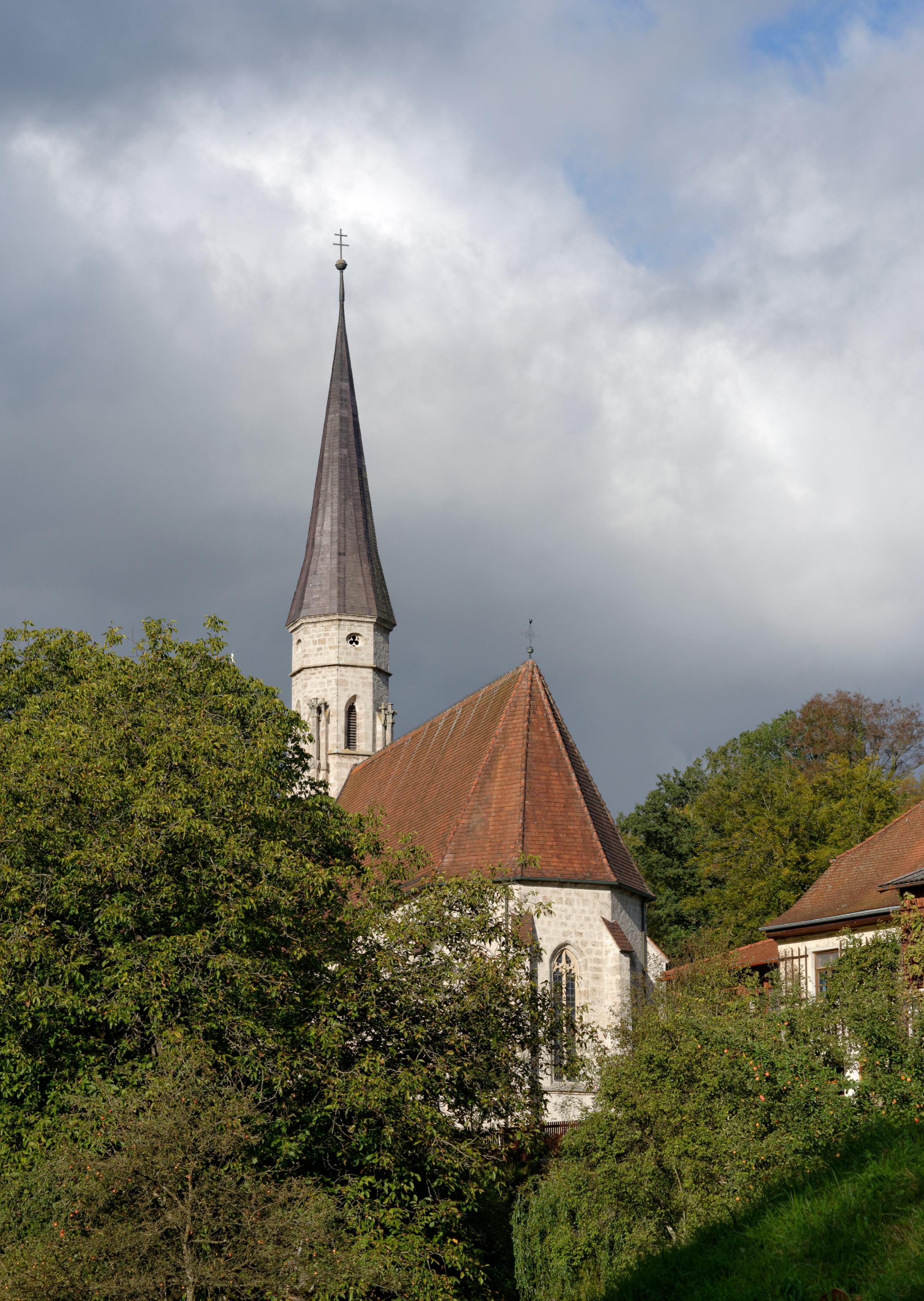
Heiligkreuz-Kirche

Die Kirche Heiligkreuz ist ein spätgotisches Bauwerk im Süden der Stadt Burghausen.

## Geschichte
Der reiche Burghauser Bürger und Lebzelter Michael am Steg stiftete im Jahre 1397 eine Kapelle und eine Wochenmesse bei den Leprosen. Sein Grabstein von 1409 findet sich heute an der östlichen Chorwand der Kirche. Seit 1398 gehört die Kapelle und spätere Kirche zur Pfarrei Mehring. 1447–77 wurde die Kapelle durch einen größeren Neubau ersetzt, den der Burghauser Steinmetzmeister Hans Wechselberger erbaute. Dieser Bau wurde von der Herzogin Hedwig von Niederbayern gestiftet und am 18. Juni 1477 durch Weihbischof Albert Schönhofer aus Passau geweiht. Der Hochaltar von 1656 ist zerstört, das Altarbild jedoch im Stadtmuseum erhalten. 1953 wurde stattdessen die Kreuzigungsgruppe aufgestellt. Das Kreuz, Maria und Johannes von 1709 stammen von Ferdinand Oxner. Die Figur der Magdalena von 1768 ist von Johann Georg Lindt. Die Figuren an der südlichen Langhauswand, vermutlich aus den Jahren 1480 bis 1500, waren aber wohl noch Teil des ursprünglichen, gotischen Hochaltars. Sie stellen die hll. Maria, Alban und Katharina dar. Im 17. und 18. Jahrhundert wurde die Kirche barockisiert. Sie wurde 1953 renoviert und purifiziert. Dabei wurden gut erhaltene Fresken aus Spätgotik, Renaissance und Barock freigelegt. Die Fragmente eines Kreuzwegs im 2. und 3. Joch stammen aus der Erbauungszeit. An der linken Wand im Altarraum findet sich eine Darstellung des Christophorus. An der Emporenbrüstung sind Szenen aus der Leidensgeschichte Jesu dargestellt, welche in der Barockzeit überarbeitet wurden, mit der Stifterinschrift Lorenz Fögel 1610. 1882 wurde im Wochenblatt eine „Versteigerung kirchlicher Gegenstände“ aus Heiligkreuz gemeldet bei der vermutlich einige Ausstattungsgegenstände unter den Hammer kamen. Die Kirche wurde 1991–1994 renoviert.

## Baubeschreibung
Die Saalkirche ist ein unverputzter einschiffiger Tuffquaderbau. Der leicht eingezogene Chor hat einen 5/8-Schluss zu zwei Jochen. Das Langhaus ist dreijochig. Die Westempore über drei Pfeilern hat drei Spitzbögen. Die Sakristei mit Rippengewölbe in Parallelkonfiguration befindet sich an der Südseite. Am Chorschluss ist das Allianzwappen von Hedwig von Polen und Georg von Bayern aufgemalt. Der Westturm ist im Grundriss quadratisch und geht dann in ein Oktagon über. Auf dem Turm ist ein Helm mit Knauf und Kreuz aufgebracht. Das Südportal ist kielbogig mit Stabwerk. Über der Stichbogentür findet sich Fischblasenornamentik. Die Architektur lässt auf den Einfluss der Braunauer Bauhütte schließen.